# Castillo de Lindisfarne

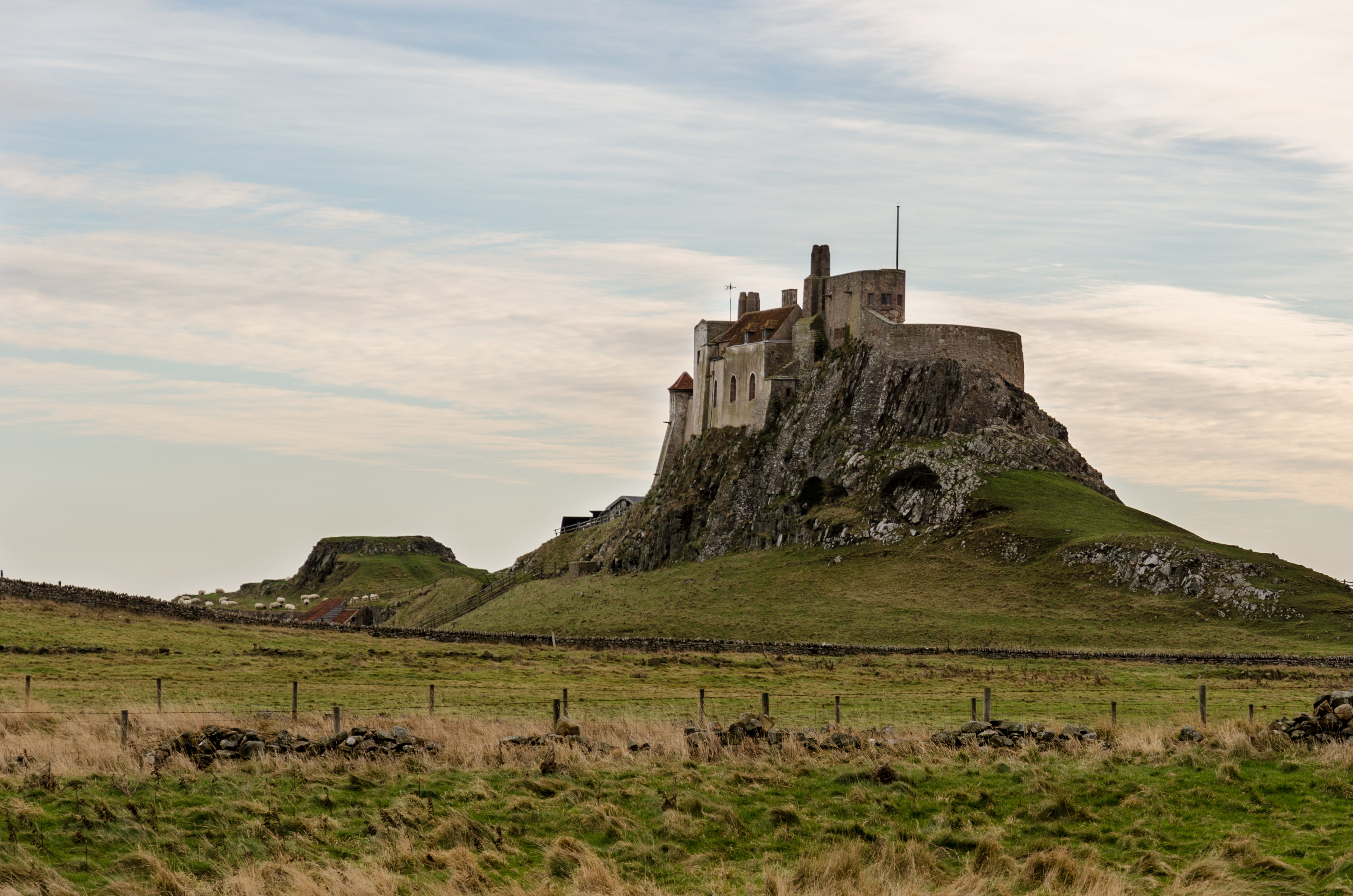
Castillo de Lindisfarne.

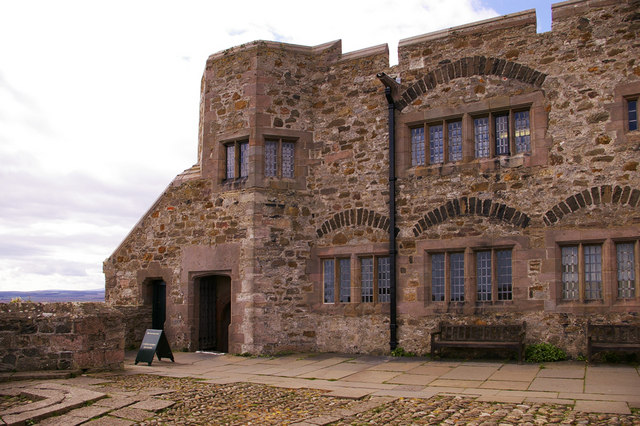
Entrada al Castillo de Lindisfarne.

El Castillo de Lindisfarne es una construcción del siglo XVI que se encuentra en Holy Island, cerca de Berwick-upon-Tweed, en el condado de Northumberland, Inglaterra, la mayor parte del castillo fue modificada en la década de 1900 por Sir Edwin Lutyen. La propia isla es accesible desde la tierra continental cuando hay marea baja, por medio de un camino provisional.

## Historia
El castillo está localizado en la que una vez fue la frontera de Inglaterra con Escocia. No solamente luchaban los británicos y los escoceses, sino que esta zona era habitualmente atacada por los vikingos. El castillo se construyó en 1550, alrededor de la época en la que el Monasterio de Lindisfarne se dejó de usar, y las piedras de ese monasterio fueron usadas como material de construcción. Era pequeño para los estándares de la época, y se parecía más a un fuerte. El castillo se asienta en la parte más alta de la isla, en una piedra llamada Beblowe.
La posición de Lindisfarne en el Mar del Norte le hacía vulnerable a ataques de los escoceses y los hombres del norte, y para la época Tudor quedó claro que se necesitaba un fortificación más resistente. Esto resultó en la creación de la fortaleza en Beblowe Grag, que entre 1570 y 1572 formaron la base del castillo actual.
Tras la disolución del Monasterio realizada por Enrique VIII, sus tropas usaron los restos como almacén naval. Posteriormente, Isabel I llevó a cabo obras en el castillo fortaleciéndolo y suministrándole armas, debido a los desarrollos que se habían hecho en materia de artillería. Cuando Jacobo I llegó al poder, se unieron los tronos escocés y británico, y la necesidad del castillo decayó. Aún en ese momento el castillo servía de resguardo a Berwick y protegía el pequeño puerto de Lindisfarne.
En el siglo XVIII el castillo fue brevemente ocupado por rebeldes jacobitas, pero fue recuperado rápidamente por soldados de Berwick que metieron en prisión a los rebeldes; estos excavaron un túnel para escapar y se escondieron durante nueve días en el cercano Castillo de Bamburgh antes de completar su huida.
En los años posteriores se usó como punto guarda costas y se convirtió en una atracción turística. Charles Rennie Mackintosh hizo un croquis de la antigua fortaleza en 1901.
En 1901, pasó a ser propiedad de Edgard Hudson, un magnate de la publicidad y propietario de la revista Country Life. El castillo fue redecorado siguiendo un estilo de Arts and Crafts por Edwin Lutyens. Se dice que Hudson y el arquitecto pasaron por el castillo mientras hacían turismo por Northumberland y treparon por el muro para explorar el interior.
Los jardines vallados, que habían servido como suministro de verduras a los guerreros, fueron diseñados por la amiga y colaboradora de Lutyens, Gertrude Jekyll entre 1906 y 1912. Están a cierta distancia del castillo. Entre 2002 y 2006 se restauró el plan original de plantación ideado por Jekyll, que se mantiene en la Colección de Coral de la Universidad de California, Berkeley. El castillo y los jardines se encuentran bajo el cuidado del National Trust desde 1994 y están abiertos al público.
Lutyens usó barcos pesqueros de arenques en desuso (herring busses) como cobertizos. En 2005, dos de las embarcaciones fueron destruidas por un incendio intencionado. Fueron reemplazados en 2006 y el tercer bote está siendo restaurado por el Nacional Trust.
El arquitecto español Enric Miralles usó de inspiración para la construcción del edificio del Parlamento de Escocia en Edimburgo, los cascos invertidos de los pesqueros de arenque.